# Dischidia longiflora
Dischidia longiflora är en oleanderväxtart som beskrevs av Odoardo Beccari. Dischidia longiflora ingår i släktet Dischidia och familjen oleanderväxter. Inga underarter finns listade i Catalogue of Life.